# 粗掌大权蟹
粗掌大权蟹（学名：Macromedaeus crassimanus）为扇蟹科大权蟹属的动物。分布于日本、夏威夷、萨摩亚群岛、斐济群岛、塔希提、澳大利亚、印度尼西亚、安达曼、印度、斯里兰卡、巴基斯坦、红海以及中国大陆的西沙群岛等地，生活环境为海水，常生活于珊瑚礁浅水中。